# Stayella cinnamomea
Stayella cinnamomea är en kackerlacksart som först beskrevs av Gerstaecker 1883.  Stayella cinnamomea ingår i släktet Stayella och familjen småkackerlackor. Inga underarter finns listade i Catalogue of Life.